# Oencia
Oencia település Spanyolországban, León tartományban. Lakosainak száma 277 fő (2024).

## Földrajza
Oencia Barjas, Corullón, Sobrado, Rubiá, O Barco de Valdeorras, Vilamartín de Valdeorras, Quiroga és Folgoso do Courel községekkel határos.

## Népesség
A település lakosságának változását az alábbi diagram mutatja:
| Lakosok száma | 509  | 531  | 496  | 395  | 349  | 329  | 293  | 274  | 267  | 277  |
|               | 2001 | 2004 | 2007 | 2009 | 2012 | 2014 | 2017 | 2019 | 2022 | 2024 |